# 阿曼西奧
阿曼西奧是古巴的城鎮，属拉斯圖納斯省，面積857平方公里，海拔高度35米，2004年人口41,523，人口密度為每平方公里48.5人。